# Nemoptera rachelii
Nemoptera rachelii là một loài côn trùng trong họ Nemopteridae thuộc bộ Neuroptera. Loài này được U. Aspöck et al. miêu tả năm 2006.